# Petru Lucaci
Petru Lucaci (n. 11 iulie 1956, Arad, România) este un artist vizual român, profesor universitar la Universitatea Națională de Arte București și președinte al Uniunii Artiștilor Plastici din România. Genurile artistice în care se exprimă sunt: pictură, gravură, grafică, fotografie, obiect, happening și new media. 

## Studii
A absolvit cu diplomă de merit Institutul de Arte Plastice „Nicolae Grigorescu”, secția Pictură, în 1982. A obținut doctoratul în arte vizuale la Universitatea Națională de Arte București în 2006.
În perioada 1978-1982 a lucrat ca pictor, restaurator, dar și profesor de desen în cadrul Universității Naționale de Arte din București. Între 1995-2002 a fost lector asociat; între 2002 și 2009 lector, apoi, în perioada 2009-2016, conferențiar, iar din 2017 este profesor la Universitatea Națională de Arte din București.
Petru Lucaci a fost Președinte al Filialei de Pictură București din cadrul Uniunii Artiștilor Plastici din România între 2004 și 2007, în perioada 2007-2010 având funcția de Vicepreședinte al Uniunii Artiștilor Plastici din România. Între 2010 și 2012 a fost Președinte interimar al Uniunii Artiștilor Plastici din România, iar în 2012 a fost ales Președinte al Uniunii Artiștilor Plastici din România.
De asemenea, este director al revistei Arta și director artistic al Victoria Art Center din București. Face parte din Grupul 8 Art +, alături de Vasile Tolan, Darie Dup, Gheorghe I. Anghel, Vladimir Șetran, Marcel Bunea, Napoleon Tiron și Florin Ciubotaru.

## Expoziții Personale Internaționale
- 2008 - Clarobscur II, Galeria Paul Amarica, Paris, Franța
- 2008 - Et nous seron collage, Galeria Nicaise, Paris, Franța
- 2007 - Clarobscur I, Institutul Cultural Român Paris, Franța
- 2006 - NoctumbresII , Galeria de Arta Phalsbourg, Franța
- 2000 - Noctumbres I, Galeria Art Present, Paris, Franța
- 1997 - Noctumbres, Centrul Cultural Roman, Paris, Franța
- 1997 - Dialogues, Galeria Jacques Brel- Thionville, Franța
- 1994 - Sortie de la surface II, Galeria Espace Suisse - Strasbourg, Franța
- 1994 - Out of surfaceII , Galeria Brotdorf - Merzig, Germania
- 1994 - Sortie de la surface I, Centrul Cultural Roman, Paris, Franța
- 1994 - Sortie de la surface , La primavera, Auxerre, Franța
- 1993 - Underground , Galeria Ettiene de Causans, Paris, Franța
- 1993 - Confluanc eII, Muzeul Sarrebourg, Sarrebourg, Franța
- 1993 - Confluance I, Galeria Jean-Yves Chevilly, Avallon, Franța
- 1993 - Cinetique art , Cine-Video- Psy, Lorquin, Franța
- 1992 - Out of surface I, Centrul Cultural Stockholm, Suedia
- 1992 - Out of surface,Galeria Itakeskus, Helsinki, Finlanda
- 1991 - Out of surface ,Centrul Cultural Malmo, Suedia
- 1991 - The cross, Galeria Gijzenrooi, Geldrop, Olanda
- 1990 - Genesis, Centrul Municipal Corintos, Grecia

## Expoziții Personale Naționale
- 2003 - Noctumbre II, Galeria Occident, București
- 2003 - Night shadows, Galeria Assamblage, București
- 2002 - Alb/Negru, Galeria ArTei-Clubul Hanul cu Tei, București
- 2001 - Noctumbre, Galeria Simeza, București
- 2001 - Corpul ca proiect cultural, Muzeul Literaturii Române, București
- 2001 - Sincronie, Galeria Șelari, București
- 1999 - Semne, Galeria Pontica, București
- 1996 - Confluente, Galeria ArTei, București
- 1995 - Out of surface, Muzeul National de Artă, București
- 1994 - Dialog, Centrul Cultural Ungar, Bucuresti
- 1994 - Contrapunct, Centrul SOROS de Artă Contemporană, București
- 1993 - Bandaje pe rani, Sala Dalles, București
- 1989 - Geneza 3, Galeria Hellios, Timișoara
- 1989 - Geneza 2, Galeria Pro Arte, Lugoj
- 1988 - Geneza 1, Căminul Artei Etaj, București
- 1984 - Vatra, Galeria Alfa, Arad
- 1984 - Vatra, Galeria Municipală, București
- 1980 - Secvențe, Galeria Alfa, Arad

## Expoziții  Internaționale de Grup
- 2009 - Transparent corps, E.A. Galerie, Bethonvilliers,Franța,
- 2009 - Bibliophilie, Mediatheque ,Auxerre,Franța
- 2009 - Livre en mai, Lycee Henri IV, Paris Franța,
- 2009 - L’autre et le meme/ The other and the same, ICR Paris, Franța
- 2008 - Sculpture sur prose 2, ICR , Paris, Franța
- 2008 - From the calligraphic to the spiritual touch line / Romanian Art, Ambasada Romaniei la Beijing, China
- 2008 - Sculpture sur prose 2, Centrul de arta contemporana, Verriere le Buisson, Franța
- 2008 - Et nous serons collage, Salonul de carte Frauenfeld, Elveția
- 2008 - Et nous serons collage, Salonul Page, Franța
- 2008 - Sculpture sur prose 2, Maison de la poesie, Saint - Quentin en Yvelines, Franța
- 2008 - Prose sculpture 2, Galeria Alice&Co, Melbourne, Australia
- 2008 - Meeting point, BIA , Galeria municipala, Pecs, Ungaria
- 2008 - Meeting point, BIA, Muzeul Slavonia, Osieck, Croația
- 2008 - Meetin gpoint, BIA, Galeria Municipala, Pilsen, Cehia
- 2008 - Meeting point, BIA, Muzeul Oscar Kocoscha, Pochlarn, Austria
- 2008 - Salon de livre, Bibliotheques de la ville de Paris, Franța
- 2007 - 8art+, Galeria Arttis ,Cetrul Cultural Belgo-Roman, Bruxelles, Belgia
- 2007 - 8art+, Cite International des Arts, Paris, Franța
- 2007 - 8art+, Institutul Cultural Roman, Lisabona, Portugalia
- 2007 - 8art+, Institutul Cultural Roman, Madrid, Spania
- 2007 - 8art+ ,Zervas Gallery, Patras, Grecia
- 2007 - Romanian Artist in Maastricht, JCI, European Conference, Maastricht, Olanda
- 2006 - Noctumbres, Galeria TEM, Goviller, Franța
- 2006 - Place-Remplace, L’Universite de Toulouse Le Mirail, Franța
- 2005 - Arta Contemporana Romaneasca, Galeria Natonala, Hanoi, Vietnam
- 2005 - Romani si maghiari in colectia Hunya Gabor, Centrul Cultural Roman, Viena, Austria
- 2005 - Pictura Romaneasca, Galeria C.Brancusi, Chișinău, R. Moldova
- 2005 - Aichi Expo 2005, Metropolitan Art Space Exhibition Gallery, Tokyo, Japonia
- 2005 - Bienala Internationala de Arta, Beijing [editia a 2-a], China
- 1999 - Expozitie de Arta Romaneasca, Varsovia, Polonia
- 1996 - Al 28-lea Festival de Pictura, Cagnes sur Mer, Franța
- 1996 - Targul de Arta, Nisa, Franța.
- 1995 - Artisti Romani, Galeria Solyanska, Moscova, Rusia
- 1993 - Signes, Galeria Lacan, Strasbourg, Franța
- 1993 - Expozitie Internationala de miniatura, Galeria Glas 1, Stockholm, Suedia
- 1993 - Expozitie Internationala de miniatura Glas 1, Geneva, Elveția
- 1993 - Arta Romaneasca Contemporana, Drout Richelieu, Paris, Franța
- 1991 - Tineri Artisti din Europa de Est, Rotterdam, Olanda
- 1991 - Expozitie de Arta Romanesca Szombathely, Ungaria
- 1991 - Arta Romanesca, Galeria Het Klopjeshuis, Borne, Blockhuis, Enschede, Olanda
- 1991 - Artisti romani, Galeria Anne Bremen, Germania
- 1990 - Artisti romani, Galeria Taufkirschen, Munchen, Germania
- 1989 - Arta Miniaturala, Galeria Del Bello, Toronto, Canada
- 1989 - Artisti Romani, Toulouse, Franța
- 1989 - MiniPrint International, Exposicions 9, Taller Galeria Fort, Barcelona, Spania
- 1989 - MiniPrint International,Exposicions 9, Galerie Edition Universelles, Toulouse, Franța
- 1989 - MiniPrint International,Exposicions 9, Galeria Trade Art, Barcelona, Spania
- 1989 - Arta Romaneasca Contemporana ,Galeria Editions Universelles, Toulouse, Franța.
- 1989 - A-15 a Expozitie Internationala, Kanagava, Japonia
- 1988 - Expozitie de Arta Romaneasca, Belgrad, Iugoslavia
- 1988 - Visual/Experimental Poetry, Galeria Cultura Campinas, Brazilia
- 1988 - Visual/Experimental Poetry Art Gallery San Diego San Diego State University, Calexico, CA, SUA
- 1987 - Mail Art Manifest, Trodjems Kunstforening, Bergen
- 1987 - Mail Art Manifest Kunstforening Heine- Ostand Kunstcenter, Norvegia
- 1987 - Arta de astăzi, Budapesta, Ungaria
- 1987 - International Art,Galeria Jan Palfinhuis, Antwerpen, Belgia
- 1987 - Amikor Kassak Valaki Mas, Kassak-Scwiters, Nove Zamky, Cehoslovacia
- 1987 - International Art, Galeria Onder de Toren, Olanda
- 1987 - Poezie Vizuală Casa Antonio Duarte, Santa Barbara d’Oreste, Brazilia
- 1987 - Bienala Internațională de poezie vizuală, Mexico, Sao Jose Dos Campos
- 1987 - Poezie Vizuala Puebla, Xapala City, Mexicali, Ensenada, Tijuana, Mexic
- 1986 - Concurs internațional de acuarelă, Sinaide Ghi, Roma, Italia
- 1986 - Le Cocotier, Muzeul de Arta, Numea, Noua Caledonie
- 1986 - Trienala Internațională de Desen, Kalisch, Polonia
- 1986 - A-12 a Trienala Internațională, Kanagava, Yokohama, Japonia
- 1986 - A-7 a Bienala Internațională de Arte, Mouscron, Belgia
- 1986 - A- 7 a Trienala Internațională de grafică, Frechen, Germania

## Expoziții Naționale de Grup
- 2009 - Bienala internațională Arad, Muzeul de artă, Arad
- 2009 - Aegyssus, Galeria UNA, București,2009
- 2009 - Corp, Centrul Artelor Vizuale, București,
- 2009 - Bienala națională de artă contemporană „Aegyssus”, Muzeul de artă Tulcea
- 2009 - Zoon politikon, Galeriile de artă Focșani
- 2009 - Secvente de atelier I, Centrul Artelor Vizuale, București
- 2009 - 8ART+, Muzeul de artp Galați, România
- 2008 - Bucharest-Budapest bridge, Centrul Artelor Vizuale, București
- 2008 - Târgul de arte foarte frumoase, Sala Dalles, București
- 2008 - Desen 2008, Galeria Simeza, București
- 2008 - Anuala Artelor, Galeria de Artă, Baia Mare
- 2008 - Lucrări din colecția MNAC, Muzeului Național de Artp Contemporană, București
- 2007 - Bienala Șelari 13, Galeria Simeza, București
- 2007 - Meetingpoint, Bienala internațtională Arad, Muzeul de artă Arad
- 2007 - Sculpture sur prose, Galeria Simeza, București
- 2007 - 8ART+, Galeria de artă Alba Iulia
- 2006 - Unsprezece, Muzeul de Artă, Cluj
- 2006 - 8+1, Muzeul de Artă, Constanța
- 2006 - Secvențe 1, Galeria Veroniki Art, București
- 2005 - A.B.C.D.L.R.S.T.T. Muzeul Literaturii Române București
- 2005 - A.B.C.D.D.L.R.S.T.T. Galeria de Artă, Bistrița
- 2005 - Interferente arta/design Galeria Artis, București
- 2005 - Bienala Internațională de Artă, Arad
- 2005 - Expoziție de grup, Galeria de Artă Hunedoara
- 2004 - În oglinda Meninelor, Muzeul Național de Artă. Cluj
- 2003 - Vizitându-l pe Velázquez, Artexpo, Galeria etaj ¾, București
- 2003 - 4+4, Muzeul Literaturii Române, București
- 2003 - Expoziție de grup, Galeria Assemblage, București
- 2003 - Art Shop, Sofitel, București
- 2003 - Preview, ArtExpo Galeria etaj ¾, București
- 2003 - Totem, Galeria de Artă Târgu-Mureș
- 2003 - Art Shop Sofitel, București
- 2002 - Confluente, Galeria de Artă, Constanța
- 2001 - Arta bate arta, Galeria META, București
- 2001 - Salonul Național de Artă, Romexpo, București
- 1999 - Monade, Galeria de Artă Râmnicu Vâlcea
- 1999 - Acasă, Galeria Albă, Târgoviște
- 1998 - Expoziție de grup, Galeria Apollo, București
- 1998 - Omagiu lui IB, Sala Dalles, București
- 1998 - Casa, Muzeul Literaturii Române, București
- 1997 - Expoziție de Grup, Sala Dalles, București
- 1997 - Expoziție de Grup, Sala Constantin Brâncuși, Parlamentul României, București
- 1997 - Definiții Paralele, Galeria Băncii Naționale a României, București
- 1997 - Obiect, Galeria Albă, Târgoviște
- 1997 - Arta Spațială, World Trade Plaza, Sofitel, București
- 1997 - Ritmuri, Galeria Galla, București
- 1997 - Experimentul, Galeria Etaj ¾ București, Muzeul de Artă Cluj Napoca
- 1996 - Expoziții de Grup: Galla/Appolo, Art Expo, World Trade Centre, Institutul Goethe
- 1996 - Memoria Cruzimii, Galeria de artă Apollo, București
- 1996 - Artisti români, Muzeul Literaturii Române, București
- 1996 - Expoziție de Grup: Muzeul de Artă, Cluj Napoca
- 1995 - Codex, Centrul Cultural Mogoșoaia
- 1995 - Cărțile Artiștilor, Expoziție Germano-Română, Art Expo, București
- 1995 - Expoziție de grup, Art Expo/Galla, București
- 1995 - Expoziție de grup, Centrul Cultural Mogoșoaia
- 1994 - Libertatea ca Structură, Galla, București
- 1994 - Arta Românească Contemporană, Muzeul Național de Artă, Art Expo, București
- 1993 - Expoziție de pictură și scluptură, Franța-România, Galeria Etaj3/4, București
- 1989 - Mobil Fotografia, Oradea
- 1989 - Expoziție de Tineret, Baia Mare
- 1989 - Expoziție de gravură, Cluj Napoca
- 1988 - Expoziție de desen, Arad
- 1986 - Expoziție de Grup: Galeria de Artă. Constanța
- 1986 - Expoziție de Grup, Galeria de Artă, Tulcea
- 1986 - Expoziție de Grup, Galeriile de Artă ale Municipiului București

## Premii și distincții
- 2007 - Premiul pentru Arte Vizuale al Ministerului Culturii și Cultelor [8art+]
- 2006 - Premiul pentru Pictură, al Uniunii Artiștilor Plastici din România
- 2006 - Premiul pentru Excelență, al Uniunii Artiștilor Plastici din România, acordat Grupului [8art+]
- 2004 - Ordinul Meritul Cultural
- 1990 - Premiul Tineretului, al Uniunii Artiștilor Plastici din România
- 1987 - Premiul Tineretului pentru Pictură, al Uniunii Artiștilor Plastici din România
- 1986 - Distincție la Festivalul Internațional „Sinaide Ghi”- Roma, Italia
- 1985 - Bursa Uniunii Artiștilor Plastici din România
- 1981-1982 - Bursa ”Ion Andreescu”, I.A.P. N. Grigorescu, București, România
- 1982 - Premiul Fundației „Sârghie” al Universității Bucuresti, România
- 1979 - Premiul Festivalului de Artă pentru Studenți, București, România

## Aprecieri
(...)Pictor bine cunoscut al generației 80 din România, remarcat pentru expresionismul abstract al picturilor sale intens colorate, de câțiva ani Petru Lucaci intreprinde o periculoasă și fascinantă „coborâre în infern”. După o baie prelungită în senzorialitatea explozivă a unui cromatism bogat și exuberant, iată-l plonjând în abisurile unei singure culori: negrul total, negrul profund, negrul abisal.
Odată cu seria Noctumbre, de la începutul anilor 2000, și până la seria actuală, Clarobscur, poate fi vorba, oare, de o simplă basculare a preaplinului colorat anterior în opusul său nihilist, dar mereu senzual. Această calcinare a culorilor până la completa lor negare(dar care le conține pe toate)ne duce cu gândul, desigur, la alți exploratori ai „vidului cromatic”, precum Pierre Soulages sau americanii Clyfford Still, Barnett Newman și Brice Marden, atrași de asemenea de virtuozitățile catarsice și de potențialitățile metafizice ale „misticii negrului”, în ultima jumătate a secolului XX.
Totuși, la pictorul român, avem de-a face cu un procesc psihic mai evident: o tentație anihilantă, o disoluție în propriului infern subconștient și o izbăvire finală; toate acestea traversând corpul feminin devenit „umbră revelatoare” a unei alchimii totodată estetice și spirituale. Orfeu încă amorezat implorând-o pe Euridice pentru a ieși din Hades. Adam apropiindu-și anxios aspectul umbrit al Evei, numită Lilith. Masculinul tatonând feminitatea sa profundă și zbuciumată:  Animus îmbrățișând-o pe Anima, în psihologia arhetipală a lui Gustav Jung. 
În seria sa cea mai recentă, Clarobscur, Petru Lucaci trece pragul unei descătușări mai apropiate de greutatea emoțională precedentă, printr-o experimentare mai detașată a laturii puternic expresive a „mareei negre”. Colajele sale făcute din fragmente de pictură, din gestualisme grafice și clișee fotografice în alb și negru, transpuse digital, evocă o senzualitate regăsită și o plăcere deosebită pentru compoziția dramatică în contrapunct. Posturile provocatoare ale nudurilor feminine fragmentate, pictate cu tușe de negru, în maniera lui Yves Klein, pun în valoare un melanj straniu de atracție și repulsie, de expresionism sumbru și de hedonism autosuficient. O dulce incitare senzuală își dă mâna cu un rest de mister, a cărui latură neliniștită vorbește despre și se adresează propriilor noastre angoase.
Această lume a contrastelor, greoaie și poetice în același timp, nu este un simplu exercițiu virtuos de limbaj vizual, nu este nici o demonstrație pură de semiotică vizuală în jurul a ceea ce clarul și obscurul pot oferi într-o cheie vizuală ultramodernă. Magda Cârneci